# Arusha
Arusha  este un oraș situat în partea de nord a Tanzaniei. Este reședința  regiunii Arusha și este capitala propusei uniuni Federația Est-Africană